# Dupuy (Quebec)
Dupuy es un municipio canadiense situado en la provincia de Quebec.

## Superficie
Dupuy tiene una superficie de 122,43 km².

## Demografía
En 2021, tenía 940 habitantes, una densidad poblacional de 7,7 hab./km², y 414 viviendas.